# Tự Lưu Tỉnh
Tự Lưu Tỉnh (chữ Hán giản thể: 自流井区, Hán Việt: Tự Lưu Tỉnh khu) là một quận thuộc địa cấp thị Tự Cống, Tứ Xuyên, Cộng hòa Nhân dân Trung Hoa.
Quận Tự Lưu Tỉnh có diện tích 9 km2, dân số năm 2002 là 200.000 người. Về mặt hành chính, quận này được chia thành 4 nhai đạo, 4 hương và 3 trấn.